# Diên Khánh
Diên Khánh là một xã thuộc tỉnh Khánh Hòa, Việt Nam.

## Lịch sử
Ngày 16 tháng 6 năm 2025, Ủy ban Thường vụ Quốc hội ban hành Nghị quyết số 1667/NQ-UBTVQH15 về việc sắp xếp các đơn vị hành chính cấp xã của tỉnh Khánh Hòa năm 2025 (nghị quyết có hiệu lực cùng ngày). Theo đó, hợp nhất thị trấn Diên Khánh, xã Diên An và xã Diên Toàn thành xã Diên Khánh.

## Địa lý
Xã Diên Khánh có ranh giới với các xã, phường:
- Phía Bắc giáp xã Diên Điền
- Phía Nam giáp phường Nam Nha Trang và xã Suối Dầu
- Phía Đông giáp phường Tây Nha Trang
- Phía Tây giáp xã Suối Hiệp và Diên Lạc

Xã có diện tích 18,41 km², dân số năm 2025 là 45.223 người, mật độ dân số đạt 2.456 người/km².